# Partito Comunista di Bulgaria
Il Partito Comunista di Bulgaria (in bulgaro Комунистическа Партия на България, Komunističeska Partija na Bălgarija, abbreviato - KPB) è un partito politico comunista bulgaro,  guidato da Aleksandăr Paunov.
Il partito è stato fondato nel 1996 come Partito Comunista, dal 2001 è parte della Coalizione per la Bulgaria, un'alleanza guidata dal Partito Socialista Bulgaro.
Il partito pubblica il giornale Rabotničeski Vestnik.
Nelle Elezioni parlamentari del 2009, la Coalizione per la Bulgaria ha ricevuto il 17,7% del voto popolare e 40 su 240 posti in parlamento.